# Mark Ellis (Sänger)
Mark Ellis, bürgerlich Volker Bernd Burkhardt (* 14. Oktober 1943 in Gera), ist ein ehemaliger deutscher Schlagersänger aus Frankfurt am Main.

## Wirken
Mark Ellis hatte 1960 als 18-jähriger Klarinettist mit der Jazzgruppe „New Orleans Jazz Babies“ seine ersten Fernsehauftritte. Er gründete im November 1965 mit Mitschülern die Rhythm-&-Blues-Gruppe „The Raves“, in der er bis April 1967 sang und Saxophon und Gitarre spielte. Um sein Studium an der Johann Wolfgang Goethe-Universität (Jura, Wirtschaftswissenschaft und Musikwissenschaft) zu finanzieren, arbeitete er als Studiomusiker im Frankfurter Raum und spielte nebenher bei verschiedenen Bands. Mit der Offenbacher Soulgruppe „The Regines“, zu der unter anderem auch die US-amerikanische Soul- und Gospelsängerin Jean Lyons stieß, kamen die ersten Schallplatten und Fernsehauftritte, u. a. beim ZDF-Magazin drehscheibe und 1967 in der hr-Sendung Beat, Beat, Beat. Freitagabends spielte er oft Tenorsaxophon bei der Modern Jazz Gruppe „Sounds“, der auch Werner Rehm angehörte, im Jazzlokal „Jazzlife“ in der Kleinen Rittergasse, Frankfurt-Sachsenhausen. Dort wurde auch die LP Jazzlife at night aufgenommen und vom Jazz Club Podium e.V. veröffentlicht.
Als Sänger arbeitete er u. a. mit dem Musikverlag Melodie der Welt und den Komponisten und Produzenten Jean Frankfurter und John Möring zusammen. Die ersten zwei Single-Veröffentlichungen erschienen bei der Fa. Telefunken Decca (Teldec). Der Titel Dornen, Disteln, Fels und Stein schaffte es am 20. Februar 1971 in die ZDF-Hitparade von Dieter Thomas Heck. Die folgenden vier Single-Veröffentlichungen erschienen bei der Kölner Fa. EMI Columbia Electrola. Der bekannteste Titel auf Deutsch war Alexander Graham Bell. Mit der Sängerin Judy veröffentlichte er die Single Do you love me / Wir glauben daran; zwei Singles produzierte Robert Puschmann (bürgerlich Peter Wischmann) für die Teilnahme seiner Band „Meeting Point“ an deutschen Vorentscheidungen zum Grand Prix de la Chanson, der auch Mark Ellis und Herlinde Grobe (damals unter dem Alias „Angela Burg“) angehörte. 1979 produzierte Laslo Viragh, der später mehrere Alben für Böhse Onkelz produzierte, die LP The Best of Mark Ellis für den IEM Musikverlag (Inter-Euro-Musik).
Nach Abschluss seines Studiums arbeitete Ellis unter seinem bürgerlichen Namen zuerst als Rechtsanwalt und Justitiar bei der Fa. CBS Schallplatten GmbH in Frankfurt. Ende der 1970er-Jahre eröffnete er eine eigene Anwaltskanzlei und war seit Mitte der 1980er-Jahre als Notar und Rechtsanwalt in Frankfurt tätig. Neben seinem IEM Musikverlag betrieb er als Musikverleger in Frankfurt mit Christa Häfner den BB Musikverlag und mit Lothar Grell den Tayfun Musikverlag.
Volker Burkhardt ist Mitglied im Deutschen Anwaltverein und in der Bundesnotarkammer. Zudem ist er Mitglied des FDP-Kreisverbands Frankfurt am Main.

## Diskografie
Singles
- 1971: Anne-Marie (Telefunken)
- 1971: Dornen, Disteln, Fels und Stein (Telefunken)
- 1972: Alexander Graham Bell (Columbia)
- 1972: Sandy (Columbia)
- 1972: Do You Love Me / Wir Glauben Daran (Columbia) mit Judy
- 1972: Eine Liebe ohne Ende (Columbia)
- 1972: Hey Diana (Columbia)
- 1973: Ich will dich nicht verlieren / Je ne veux pas te perdre (Sonopresse/EMI Columbia)

Alben
- 1979: The Best of Mark Ellis (Inter-Euro-Musik mit Genehmigung der EMI Electrola)

Kompilationsbeiträge
- 1970: Viel zu blond, um treu zu sein auf Die große Star- und Schlagerrevue 5 (Telefunken)
- 1971: Dornen, Disteln, Fels und Stein auf Spitzenschlager-Musikbox `71 (Telefunken)
- 1971: Anne-Marie auf Die große Star- und Schlagerparade 4 (Decca)
- 1972: Do You Love Me auf Die grosse Hitparade 2 (Columbia/EMI Electrola)
- 1972: Eine Liebe ohne Ende auf Die grosse Star Parade 1 (Music For Pleasure/Columbia)
- 197?: Eine Liebe ohne Ende auf Der grosse Hit-Express mit 14 internationalen Stars (Discoton)
- 1973: Eine Liebe ohne Ende auf Schlagerparty `73 (Deutscher Schallplattenclub)
- 1975:  Hey Diana auf 20 Stars 20 Hits `75 (Columbia)

## Schriften als Volker Burkhardt
- Die Idee der Kulturflatrate – Entwicklung und Machbarkeit. In: Scientia Nova. Das interdisziplinäre Wissenschaftsmagazin Band 17, Institut für Akademische Zusammenarbeit (Hrsg.), Marosi Verlag (Red., Layout u. Verl.), Mannheim / BoD–Books on Demand (Herst. u. Verl.), Norderstedt 2013, S. 59 ff.
- Nationaler Rechtsschutz bei Urheber- und Leistungsschutzverletzungen. [Aufsatz], GRIN Verlag, München 2014, ISBN 978-3-656-57109-4.